# Erico Menczer
Erico Menczer (Fiume, 8 maggio 1926 – Roma, 10 marzo 2012) è stato un direttore della fotografia, pittore e scrittore italiano.

## Biografia
Nato come Eric Menczer da una benestante famiglia ebraica per parte paterna, dopo la fine della seconda guerra mondiale assieme ai genitori abbandona Fiume e si trasferisce prima a Padova, poi a Genova e infine arriva a Roma nel 1951, dove segue la sua passione per la fotografia ed il cinema. Inizia la carriera come assistente e poi operatore alla macchina con Gianni Di Venanzo. Questa collaborazione dura fino al 1960, e risulta in film con Carlo Lizzani (Achtung! Banditi!, Cronache di poveri amanti), Mario Monicelli (I soliti ignoti), Michelangelo Antonioni (Le amiche, Il grido), Mario Camerini, Alberto Lattuada, Dino Risi, Francesco Maselli, Francesco Rosi, Aglauco Casadio, e Federico Fellini.
Nel 1960 Menczer esordisce come direttore della fotografia e da allora ha girato più di 100 film con registi tra cui Luciano Salce (Il federale, La voglia matta, Il sindacalista, Fantozzi, Vieni avanti cretino), Carlo Lizzani (L'oro di Roma, La vita agra), Marco Bellocchio (Sbatti il mostro in prima pagina), Francesco Prosperi (Tecnica di un omicidio), Dario Argento (Il gatto a nove code), Lucio Fulci (Zanna bianca, Operazione San Pietro), Giuliano Montaldo (Gli intoccabili), Alberto De Martino (Holocaust 2000), e poi Paolo e Vittorio Taviani, Dino Risi, Vittorio De Sisti, Nino Manfredi, Giorgio Bontempi, Tinto Brass, Fulvio Wetzl e Pupi Avati.
Nella sua lunga carriera ha contribuito a molte serie televisive per la RAI e Fininvest, e per la PBS americana. Il documentario Piccola arena Casartelli di Aglauco Casadio vinse il Leone d'Oro al Festival di Venezia.

## Filmografia parziale
- Il federale, regia di Luciano Salce (1961)
- La voglia matta, regia di Luciano Salce  (1962)
- La cuccagna, regia di Luciano Salce (1962)
- Sexy al neon, regia di Ettore Fecchi (1962)
- Le monachine, regia di Luciano Salce (1963)
- Le ore dell'amore, regia di Luciano Salce (1963)
- La vita agra, regia di Carlo Lizzani (1964)
- Una bella grinta, regia di Giuliano Montaldo (1964)
- La guerra segreta (The Dirty Game), regia di Christian-Jaque, Werner Klingler, Carlo Lizzani e Terence Young (1965)
- Come imparai ad amare le donne, regia di Luciano Salce (1966)
- Tecnica di un omicidio, regia di Franco Prosperi (1966)
- Le piacevoli notti, regia di Armando Crispino e Luciano Lucignani (1966)
- Operazione San Pietro, regia di Lucio Fulci (1967)
- Summit,  regia di Giorgio Bontempi (1968)
- Gli intoccabili, regia di Giuliano Montaldo (1968)
- Quella carogna dell'ispettore Sterling, regia di Emilio P. Miraglia (1968)
- Beatrice Cenci, regia di Lucio Fulci  (1969)
- Love Birds - Una strana voglia d'amare (Komm, süßer Tod), regia di Mario Caiano (1969)
- Ombre roventi, regia di Mario Caiano (1970)
- Un'estate, un inverno, regia di Mario Caiano (1971) - miniserie TV
- Il gatto a nove code, regia di Dario Argento (1971)
- Sbatti il mostro in prima pagina, regia di Marco Bellocchio (1972)
- L'etrusco uccide ancora, regia di Armando Crispino (1972)
- Il sindacalista, regia di Luciano Salce (1972)
- Contratto carnale,  regia di Giorgio Bontempi (1973)
- La faccia violenta di New York (One Way), regia di Jorge Darnell (1973)
- Bello come un arcangelo, regia di Alfredo Giannetti (1974)
- Fantozzi, regia di Luciano Salce  (1975)
- Liberi armati pericolosi, regia di Romolo Guerrieri (1976)
- Il secondo tragico Fantozzi, regia di Luciano Salce  (1976)
- Holocaust 2000, regia di Alberto De Martino (1977)
- Quattro figli unici, regia di Fulvio Wetzl (1992)